# نبرد دریای آزوف
نبرد دریای آزوف که با عنوان محاصره چرنیگوفکا نیز شناخته می‌شود، نبردی در جبهه شرقی جنگ جهانی دوم بین ۲۶ سپتامبر تا ۱۱ اکتبر ۱۹۴۱ در سواحل شمالی دریای آزوف بود. این نبرد منجر به پیروزی کامل نیروهای محور بر ارتش سرخ شد.